# 博爾賓
50°39′31″N 25°43′29″E / 50.65861°N 25.72472°E
博爾賓（羅馬化：Borbyn）是烏克蘭西部里夫內州杜布諾區奧斯特羅赫市鎮的村莊。該村面積15.7平方公里，海拔高度222米，人口960，人口密度每平方公里55.3人。